# هاينر مولر
هاينر مولر (بالألمانية: Heiner Möller)‏ (3 سبتمبر 1948 بهرفورد في ألمانيا - ) هو لاعب كرة يد ألماني. شارك في الألعاب الأولمبية الصيفية 1972.

## وصلات خارجية
- هاينر مولر على موقع أوليمبيديا (الإنجليزية)